# Hannah Montana: The Movie
Hannah Montana: The Movie è un film del 2009 diretto da Peter Chelsom. 
È la prima trasposizione cinematografica basata sulla situation comedy della Walt Disney, Hannah Montana; mentre in ordine cronologico è il secondo lungometraggio (preceduto da Best of Both Worlds Concert).
La storia è ambientata tra l'episodio 12 e l'episodio 13 della terza stagione.

## Trama
Miley Stewart inizia ad avere problemi a conciliare la sua vita normale e quella da Hannah Montana: durante una partita di pallavolo abbandona Lilly perché Vita, la sua agente, la porta a fare shopping per i Music Awards. Nel negozio Hannah litiga con Tyra Banks per il regalo di compleanno per Lilly (un paio di scarpe), quindi la ragazza non riesce ad andare a salutare Jackson, in partenza per il college del Tennessee, né a cambiarsi per la festa di Lilly, dal momento che il cronista Oswald Grange la insegue in auto.
Miley arriva in ritardo alla festa ancora nei panni di Hannah Montana e tutti la notano, distogliendo l'attenzione dalla festeggiata, che, sentendosi offesa, si allontana e dà delle informazioni false su Hannah ad Oswald. La cantante, nel mentre, è costretta ad esibirsi con Let's Get Crazy, e Oliver e Rico fanno esplodere la torta di compleanno. Robby Ray, arrabbiato per tutto questo, si accorge che Miley pensa solo ai Music Awards e quindi decide di ingannarla: anziché portarla a New York, dove si tengono i Music Awards, la porta in Tennessee.
Giunti nello Stato, Robby e Miley hanno un litigio in auto durante il quale il padre le dice che nelle successive due settimane deciderà se toglierle il personaggio di Hannah. Miley scende dal mezzo e ritrova il suo cavallo, che scappa e viene ripreso dal giovane Travis Brody, suo vecchio amico d'infanzia. Mentre l'accompagna dalla nonna, Miley mente dicendo di essere la migliore amica di Hannah Montana perché l'ha salvata da un incidente sul surf. Arrivata a casa, Miley discute con il padre, che conosce intanto Lorelai: nel mentre, Oswald segue le tracce di Hannah fino in Tennessee. 
Dopo l'iniziale disagio, Miley inizia a divertirsi e aiuta Travis ad aggiustare un vecchio capanno. Qualche sera dopo viene organizzata una serata canora per raccogliere soldi per salvare Crowley Corners dalla speculazione edilizia: Robby si esibisce per primo con Back To Tennessee e poi Taylor Swift compare nel film eseguendo Crazier, poi Travis convince Miley a cantare e lei esegue Hoedown Throwdown. Ciononostante, non sono stati raccolti abbastanza soldi, ma a Travis gli viene un'idea: propone ad Hannah Montana di tenere un concerto. Lei accetta e fa andare Lilly in Tennessee vestita da Hannah Montana: qui, con l'aiuto dell'amica e del travestimento da Hannah, Miley scopre che Travis è interessato a lei e programmano una cena, ma nel frattempo Lilly (nei panni di Hannah) accetta di andare a una cena. Miley, costretta a presenziare in entrambe le parti, si fa scoprire da Travis e lui, sentendosi tradito, litiga con Miley e tronca ogni rapporto con lei. Nello stesso tempo, Robby litiga con Lorelai a causa di Hannah.
Miley scrive una canzone su di lei e il padre, poi finisce di aggiustare il capanno in una notte. Hannah deve fare un concerto, ma prima fa pace con Lily e dopo dice a lei che è stanca della sua doppia vita e che certe volte vorrebbe essere solo Miley e altre volte solo Hannah: alla fine, le dice che è giunto il momento di rivelare il suo prezioso segreto.
Al concerto la ragazza inizia lo spettacolo con la canzone Rockstar, ma poi si ferma e rivela la sua vera identità davanti a tutta la gente, quindi canta The Climb e il pubblico la convince a non abbandonare Hannah, promettendo di tenere il segreto. In quel momento, Oswald fa delle foto, ma poi viene fermato e si licenzia dal giornale per cui lavora. Travis chiarisce con Miley e i due si baciano. 

## Produzione
Il 2 aprile 2008, l'attrice Miley Cyrus - parlando al suo programma The Miley & Mandy Show - ha confermato l'intenzione della Walt Disney Pictures di voler produrre un film per il cinema tratto dalla serie tv.
Dalla Cyrus, è sempre stato dichiarato che le riprese si sarebbero svolte a metà aprile in Tennessee per due settimane.
La maggior parte delle scene musical sono state riprese in un'apposita struttura usata durante il carnevale di Smiley Hollow.
Per partecipare/contribuire al film, sui set si sono presentati circa 1.500 volontari e figuranti.
Il 3 giugno è caduto uno schermo di proiezione durante le riprese, causando non poche lesioni a chi era presente sul set.
La lavorazione si è conclusa a fine giugno, con la post-produzione iniziata a luglio.
Il 31 dicembre 2008 durante la trasmissione di Disney Channel Totally New Year 2009 Miley ha presentato in anteprima assoluta un video estratto dal film.
Il 19 gennaio 2009 su Disney Channel Italia dopo una versione speciale di Camp Rock, è andato in onda il video musicale e il trailer italiano di Hannah Montana: The Movie.
In America la colonna sonora del film è uscita il 24 marzo 2009, in Italia il 27 marzo 2009.
La colonna sonora della pellicola era stata affidata ad Alan Silvestri, il quale a metà gennaio 2009 ha dovuto rinunciare a causa dell'accavallarsi degli impegni con l'altra colonna sonora a cui stava lavorando, quella della pellicola Una notte al museo 2 - La fuga, uscita il 22 maggio 2009.
L'incarico è stato dato a John Debney, ma i rapporti tra Alan e la produzione sono rimasti ottimi, tanto che nel cd della colonna sonora compare il brano Butterfly Fly Away cantato da Miley Cyrus e dal padre Billy Ray Cyrus, che è scritto e prodotto da Glen Ballard e Alan Silvestri, mentre non ne compare nessuno di Debney.
Ballard e Silvestri sono una coppia di autori che collaborano da oltre 20 anni e che insieme hanno vinto nel 2005 il Grammy Awards per il brano Believe del film Polar Express.

## Distribuzione
Il film è uscito il 10 aprile negli Stati Uniti, e il 30 aprile 2009 in Italia, anche se in alcuni cinema italiani è uscito il 1º maggio.

## Hannah Montana: The Movie Soundtrack
L'album del film Hannah Montana: The Movie contiene 18 canzoni cantante rispettivamente da Miley Cyrus/Hannah Montana, Billy Ray Cyrus, Taylor Swift, Rascal Flatts e Steve Rushton. L'album debutta alla posizione numero 2 vendendo 137 592 copie solo nella prima settimana e dopo quattro settimane passa alla posizione numero 1 con 133 000 copie.
Il singolo The Climb di Miley Cyrus debutta alla posizione numero 6 della Billboard Hot 100. L'album ha venduto in totale 1,495,000 copie negli Stati Uniti e 2,430,000 nel mondo.

## Critica
Miley Cyrus ha ricevuto una nomination durante l'edizione dei Razzie Awards 2009 come Peggior attrice per il film e Billy Ray Cyrus si è aggiudicato il premio di Peggior attore non protagonista.

## Riconoscimenti
- MTV Movie Awards 2009
  - Miglior canzone (The Climb di Miley Cyrus)

## Sequel
Si era pensato di produrre un sequel per bissare il successo ottenuto dal primo film, ma dopo le dichiarazioni di Miley Cyrus nel quale diceva che la quarta serie sarebbe stata l'ultima i produttori abbandonarono l'idea. Nel dicembre 2009 la Disney dichiarò che Hannah Montana sarebbe terminata con la quarta stagione ma lasciando il pubblico con una morale.